# Ludwik Mateusz Dembowski
Ludwik Mateusz Dembowski herbu Jelita (ur. w 1768 w Dębowej Górze,  zm. w 1812 w Valladolid) – oficer polski,  francuski generał dywizji i podróżnik, brat Jana Dembowskiego.

## Życiorys
Od 1784 oficer wojsk koronnych. Walczył przeciwko interwencji rosyjskiej 1792 i w powstaniu kościuszkowskim 1794.
Po upadku insurekcji kościuszkowskiej wyjechał do Francji i w 1796 wstąpił do Armii Alpejskiej gen. Kellermana. Wziął udział w kampaniach włoskich.  Służył w Legionach Polskich pod dowództwem Jana Henryka Dąbrowskiego, po czym został wysłany wraz z armią francuską do San Domingo.
Brał udział w interwencji francuskiej w Hiszpanii. Ostatnio zastępca szefa sztabu korpusu ekspedycyjnego.
Generał z 1810. Za wybitne zasługi bojowe uzyskał donacje i tytuł barona cesarstwa.
Bronił traktowanej ludności i popadł w konflikt z francuskim komendantem miasta Valladolid. Poległ z nim w pojedynku.
W 1806 otrzymał Krzyż Kawalerski, a w 1810 Krzyż Oficerski Orderu Legii Honorowej.